# Jarocho

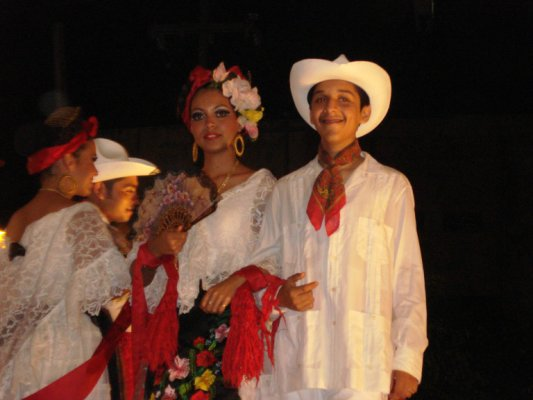
Gente di Veracruz che indossa il tipico vestito jarocho

Uno jarocho è una persona, un oggetto o uno stile musicale della città di Veracruz, in Messico.
Una spiegazione dell'origine del termine jarocho è che esso si sia evoluto da una vecchia parola spagnola che significa brusca o disordinata. O la lunga fiocina usata dai pescatori nel litorale del fiume Papaloapan. La parola Jolocho è di origine Totonacan, ma ci sono molte altre teorie.
Gruppi musicali di jarocho sono gruppi di musicisti menestrelli, che vestono e suonano nello stile di Veracruz. Si distinguono per le tradizionali camicie bianche guayabera e pantaloni e cappelli bianchi; anche gli uomini indossano una bandana rossa intorno al collo. La musica suonata dagli jarochos è conosciuta come Son Jarocho.
Per estensione il termine viene talvolta applicato a tutte le persone che vivono a Veracruz. Più propriamente, come ha dettato l'usanza, dovrebbe limitarsi alle regioni costiere meridionali di Veracruz e, più in particolare, ai campesinos locali che vivono lungo la valle del fiume Papaloapan, specialmente quelli nelle città di Cosamaloapan, Tlacotalpan ed Alvarado.
Jarocho si riferisce agli abitanti, cittadini o persone che affondano le loro radici nella città di Veracruz, nella parte messicana del Golfo del Messico.